# Dicranomyia amurensis
Dicranomyia amurensis är en tvåvingeart som beskrevs av Alexander 1925. Dicranomyia amurensis ingår i släktet Dicranomyia och familjen småharkrankar. Inga underarter finns listade i Catalogue of Life.